# Citrus (manga)
Citrus – manga z gatunku yuri napisana i zilustrowana przez Saburoutę. Kolejne rozdziały ukazywały się w czasopiśmie Comic Yuri Hime wydawnictwa Ichijinsha w latach 2012–2018. 
Na podstawie mangi studio Passione wyprodukowało 12-odcinkowe anime, które wyemitowano w 2018 roku. Powstał także sequel mangi, zatytułowany Citrus Plus.
W Polsce mangę Citrus wydaje Waneko.

## Fabuła
Yuzu Aihara, modna, lubiąca bawić się dziewczyna, przenosi się do nowej dzielnicy i liceum po tym, jak jej matka ponownie wyszła za mąż. Bardziej zainteresowana chłopcami i zakupami niż nauką, Yuzu stara dopasować się do konserwatywnej szkoły dla dziewcząt, jednak często ściera się z samorządem uczniowskim, zwłaszcza z Mei Aiharą, ciężko pracującą, ale chłodną przewodniczącą samorządu. Jak się okazuje, Mei jest nową przyrodnią siostrą Yuzu, a obie dziewczyny muszą od teraz dzielić ze sobą pokój, mimo iż się nie znoszą. Seria śledzi rozwój relacji między nowymi siostrami, która pomimo początkowej niechęci, z czasem zaczyna przeradzać się w coś więcej.

## Bohaterowie

### Główne
- Yuzu Aihara (jap. 藍原 柚子 Aihara Yuzu)

Seiyū: Ayana Taketatsu 
- Mei Aihara (jap. 藍原 芽衣 Aihara Mei)

Seiyū: Minami Tsuda 
- Harumi Taniguchi (jap. 谷口 はるみ Taniguchi Harumi)

Seiyū: Yukiyo Fujii 

### Akademia Aihara
- Himeko Momokino (jap. 桃木野 姫子 Momokino Himeko)

Seiyū: Yurika Kubo 
- Kayo Maruta (jap. 丸田 加代 Maruta Kayo)

Seiyū: Ikumi Hayama 

### Inni
- Matsuri Mizusawa (jap. 水沢 まつり Mizusawa Matsuri)

Seiyū: Shiori Izawa 
- Sara Tachibana (jap. タチバナ・サラ Tachibana Sara)

Seiyū: Hisako Kanemoto 
- Nina Tachibana (jap. タチバナ・ニナ Tachibana Nina)

Seiyū: Rei Matsuzaki 
- Shō Aihara (jap. 藍原 翔 Aihara Shō)

Seiyū: Tomoaki Maeno 
- Ume Aihara (jap. 藍原 梅 Aihara Ume)

Seiyū: Kana Ueda 

## Manga
Manga Citrus została napisana i zilustrowana przez Saburoutę. Kolejne rozdziały ukazywały się w czasopiśmie Comic Yuri Hime wydawnictwa Ichijinsha od 17 listopada 2012 do 18 sierpnia 2018 roku.
| Nr | Język japoński       | Język japoński         | Język polski         | Język polski           |
| Nr | Data wydania         | ISBN                   | Data wydania         | ISBN                   |
| -- | -------------------- | ---------------------- | -------------------- | ---------------------- |
| 1  | 18 lipca 2013        | ISBN 978-4-758072-64-9 | 25 lutego 2019       | ISBN 978-83-8096-502-7 |
| 2  | 18 marca 2014        | ISBN 978-4-758072-97-7 | 26 kwietnia 2019     | ISBN 978-83-8096-503-4 |
| 3  | 18 listopada 2014    | ISBN 978-4-758073-72-1 | 25 czerwca 2019      | ISBN 978-83-8096-504-1 |
| 4  | 18 lipca 2015        | ISBN 978-4-758074-49-0 | 26 sierpnia 2019     | ISBN 978-83-8096-505-8 |
| 5  | 18 maja 2016         | ISBN 978-4-758075-40-4 | 25 października 2019 | ISBN 978-83-8096-506-5 |
| 6  | 17 grudnia 2016      | ISBN 978-4-758076-24-1 | 16 grudnia 2019      | ISBN 978-83-8096-507-2 |
| 7  | 16 czerwca 2017      | ISBN 978-4-758076-73-9 | 25 lutego 2020       | ISBN 978-83-8096-508-9 |
| 8  | 18 października 2017 | ISBN 978-4-758077-41-5 | 23 kwietnia 2020     | ISBN 978-83-8096-509-6 |
| 9  | 23 marca 2018        | ISBN 978-4-758077-93-4 | 25 czerwca 2020      | ISBN 978-83-8096-510-2 |
| 10 | 18 października 2018 | ISBN 978-4-758078-73-3 | 25 sierpnia 2020     | ISBN 978-83-8096-511-9 |

Saburouta po zakończeniu serii zaczęła tworzenie jej sequela, zatytułowanego Citrus Plus; kolejne rozdziały również zaczęły ukazywać się w magazynie Comic Yuri Hime.
| Nr | Język japoński    | Język japoński         | Język polski     | Język polski           |
| Nr | Data wydania      | ISBN                   | Data wydania     | ISBN                   |
| -- | ----------------- | ---------------------- | ---------------- | ---------------------- |
| 1  | 18 listopada 2019 | ISBN 978-4-7580-7976-1 | 13 sierpnia 2021 | ISBN 978-83-8096-971-1 |
| 2  | 31 lipca 2020     | ISBN 978-4-7580-2104-3 | 15 grudnia 2021  | ISBN 978-83-8096-973-5 |
| 3  | 31 marca 2021     | ISBN 978-4-7580-2218-7 | 15 kwietnia 2022 | ISBN 978-83-8242-157-6 |
| 4  | 18 stycznia 2022  | ISBN 978-4-7580-2337-5 | 16 sierpnia 2022 | ISBN 978-83-8242-158-3 |
| 5  | 13 stycznia 2023  | ISBN 978-4-75-8024891  | 7 sierpnia 2023  | ISBN 978-83-8242-488-1 |

## Anime
Manga została zaadaptowana w formie anime, za którego produkcję odpowiada studio Passione. Reżyserem był Takeo Takahashi. Za scenariusz odpowiedzialny był Naoki Hayashi, natomiast za projekt postaci odpowiadał Izuro Ijūin, który był także dyrektorem animacji. Producentem został Infinite, a za muzykę odpowiadała firma Lantis. Kolejne odcinki miały swoją premierę na kanale AT-X od 6 stycznia do 24 marca 2018 roku. Była wyświetlana także na kanałach Tokyo MX, Sun TV oraz BS Fuji.
Czołówką serii jest utwór „Azalea” (jap. アザレア Azarea) wykonywany przez Nano Ripe, natomiast piosenką końcową jest „Dear Teardrop” śpiewany przez Mia Regina.
| N/o | Tytuł odcinka          | Premiera         |
| --- | ---------------------- | ---------------- |
| 1   | love affair!?          | 6 stycznia 2018  |
| 2   | one's first love       | 13 stycznia 2018 |
| 3   | sisterly love?         | 20 stycznia 2018 |
| 4   | love me do!            | 27 stycznia 2018 |
| 5   | under lover            | 3 lutego 2018    |
| 6   | out of love            | 10 lutego 2018   |
| 7   | love or lie!           | 17 lutego 2018   |
| 8   | war of love            | 24 lutego 2018   |
| 9   | love is                | 3 marca 2018     |
| 10  | winter of love         | 10 marca 2018    |
| 11  | love you only          | 17 marca 2018    |
| 12  | my love goes on and on | 24 marca 2018    |